# 차일드 44 (영화)
《차일드 44》(영어: Child 44)는 2015년 공개된 스릴러 영화로, 톰 롭 스미스의 동명 소설을 원작으로 한다.

## 줄거리
1950년대 초 이오시프 스탈린의 소련 통치 기간 동안, 국가보안부(MGB) 요원이자 전쟁 영웅인 레오 데미도프는 이상하고 잔인한 아동 살해 사건을 발견한다. 그러나 MGB 지도부는 소련 교리가 자본주의만이 연쇄 살인범을 만든다고 명시하고 있기 때문에 사망을 살인으로 인정하지 않는다. 레오의 파트너의 아들이 연쇄 살인범에게 살해되고 레오의 조사 중에 그의 아내 라이사는 국가에 대한 불충을 혐의로 받는다. 레오는 MGB에서 도덕심 없는 야심 찬 적 바실리 니키틴이 이 혐의의 배후에 있다고 의심한다. 레오는 고발을 지지하는 것을 거부하고 볼스크 마을에서 모멸적인 민병대 직위를 맡도록 강요된다. 라이사는 그를 동반하며 청소부로 일해야 한다.
볼스크에서 레오는 그의 새로운 지휘관인 미하일 네스테로프 대령을 만난다. 한편, 바실리는 라이사에게 전화하여 레오를 떠나 모스크바로 자신과 합류하도록 설득하려 한다. 그녀가 거부하자 바실리는 지역 MGB 공무원에게 그녀를 학대하도록 명령한다. 라이사는 나중에 레오에게 자신이 높은 직위의 국가 보안 요원의 요청을 거부하면 무슨 일이 일어날지 두려워했기 때문에 그와 결혼하는 데 동의했다고 고백한다.
볼스크에서 더 많은 아동 살해 희생자가 발견되고, 레오가 라이사에게 이것이 연쇄 살인범의 소행이라고 의심한다고 말하자 그녀는 그의 조사를 돕기로 결정한다. 함께 그들은 네스테로프와 그의 아내 이네사를 설득하여 사망 사건이 연쇄 살인으로 조사되어야 한다고 말한다. 추가 조사 결과 살인범이 최소 44명의 희생자를 냈으며, 기차 노선을 따라 이동하며 대상을 찾고 있는 것으로 드러났다.
레오와 라이사는 살인범을 보았다고 신고한 여성을 심문하기 위해 비밀리에 모스크바로 간다. 그러나 심문은 성과를 거두지 못했고, MGB의 추적을 피하기 위해 그들은 라이사의 전 동료를 찾아간다. 그러나 만남 중에 라이사는 그 동료가 정보원임을 발견하고 레오는 그를 죽인다. 레오는 라이사에게 원한다면 자신을 떠나도 좋다고 말하지만 그녀는 그와 함께 있고 싶다고 말한다.
레오와 라이사는 볼스크로 돌아오는데, 그곳에서 바실리와 그의 부하들이 정보원을 죽인 혐의로 그들을 추적해왔음을 발견한다. 그들은 체포되어 심문받은 후 노동 수용소로 가는 기차에 태워진다. 기차 여행 중 그들은 바실리의 명령에 따라 다른 승객들에게 공격을 받는다. 공격자들을 죽인 후, 레오와 라이사는 기차에서 뛰어내린다. 그들은 연쇄 살인범의 희생자가 가장 많이 발견된 로스토프로 힘들게 이동한다. 그들은 살인범이 그곳의 철도 야적장 근처에서 일할 것이라고 추론한다.
로스토프 트랙터 공장에서 레오는 노동자의 이동 경로를 살인 사건의 위치 및 날짜와 교차 참조하여 블라디미르 말레비치를 살인범으로 식별한다. 레오와 라이사는 말레비치를 궁지에 몰아넣고 그는 항복한다. 그러나 말레비치는 레오와 라이사를 뒤쫓아온 바실리에 의해 갑자기 머리에 총을 맞는다. 바실리는 그들을 처형하려 하지만, 격렬한 싸움 끝에 그들은 그를 죽인다. 레오는 도착한 MGB 요원들에게 말레비치가 바실리를 죽였고, 그 후 자신이 살인범을 쏘았다고 재치 있게 말한다. 말레비치가 독일 수용소의 포로였기 때문에 MGB는 그의 행동을 나치 요원의 소행으로 (거짓으로) 설명할 수 있게 된다.
레오는 모스크바에 복귀한다. 유망한 정치적 직책을 제안받았음에도 불구하고 그는 대신 모스크바에 살인 부서를 만들고 이끌겠다고 요청한다. 레오와 라이사는 두 명의 고아 소녀를 입양한다.

## 출연
- 톰 하디 - 레오 역
- 게리 올드만 - 네스테로프 역
- 조엘 킨나만 - 바실리 역
- 누미 라파스 - 라이사 역
- 뱅상 카셀 - 쿠즈민 역
- 찰스 댄스 - 그라체프 소령 역
- 제이슨 클락 - 아나톨리 타라소비치 브로드스키 역
- 패디 콘시딘
- 샘 스프루엘
- 타라 피츠제랄드
- 니콜라이 리 코스
- 페레스 파레스
- 조세프 엘틴
- 네드 데네히
- 마크 루이스 존스 - 토트토이스 역